# بلييوني (نجم)

أسماء ألمع نجوم الثريا ومن ضمنها بلييُوني.

بْلييُوني (بالإنكليزية: Pleione) ويُشار إليه أيضاً بـ«الثور 28» كتسمية دلالية (ولا يوجد له اسم عربي)، هو سابع ألمع نجم في عنقود الثريا النجمي والذي يقع في كوكبة الثور. وحسب الميثولوجيا الإغريقية، فبلييُوني وزوجها أطلس هما والدا الشقيقات السبع اللاتي يُمثّلن الثريا عند الإغريق القدماء. يبلغ القدر الظاهري لبلييُوني 5.09، وهو نجم أزرق-أبيض ساخن من نوع "B". وبلييوني وستِروب هما الأبرد من النجوم الألمع التسعة في الثريا (حيث أنهما من نوع "B8" ومن ثم فحرارتهما السطحية هي 12,000 كلفن)، وهذه النجوم تمثل الشقيقات السبع ووالديهما، وأيضاً جميعها تملك أنواعاً طيفية متشابهة. يبعد بلييوني عن الأرض 385 سنة ضوئية، ويبلغ ضياؤه 190 ضياءً شمسياً، ونصف قطره 3.2 نصف قطر شمسي وكتلته 3.4 كتلة شمسية. تبلغ سرعة الدوران المحوري لبلييُوني عند خط استوائه 330 كم/ث على الأقل (165 ضعف الشمس)، أي أنه يُتم دورة حول نفسه مرة كل أقل من نصف يوم أرضي. وبسبب هذه السرعة العالية فقد انقذف جزء من مادة النجم مشكّلة قرصاً حوله، جاعلة إيّاه بذلك واحداً من النجوم الأربعة في الثريا من نوع «مبتعثات-بي» (والتي تملك أقراصاً مشابهة حولها). وهناك بعض التغيرات في طيف نجم بلييُوني اُقترح أنها نتيجة لكونه نجماً ثنائياً، وإذا كان هذا صحيحاً فهذا النجم يدور حول «بلييوني أ» على بُعد 28 وحدة فلكية ويُتم دورة حوله مرة كل 35 سنة. لكن بالرغم من هذا فلا يوجد حالياً ما يُثبت كون بلييوني نجماً ثنائياً بالفعل.